# La Pedra (la Coma i la Pedra)
La Pedra és una de les tres entitats de població del municipi de La Coma i la Pedra (Solsonès). Es troba a la banda oriental del municipi.

## Geografia
Tradicionalment s'ha considerat que el territori del municipi adscrit a la Pedra és el que queda a l'oest de la Ribereta del Pujol i el torrent de la Borda i al sud de la rasa del Volentari.
El nucli originari es troba a 999,8 metres d'altitud aixoplugat sota el vessant meridional del Roc de la Pedra, damunt del qual s'hi aixecava el Castell de la Pedra, del qual avui tan sols en resta un tros de mur.
Està format per l'església parroquial de Sant Serni, el cementiri i quatre o cinc cases que, en realitat no formen cap nucli agrupat pròpiament dit. La resta del poblament està constituït per masies. En temps recents s'han anat construint xalets bàsicament a la vora de la carretera LV-4012 i entre aquesta i el citat nucli originari.

## Demografia
| Evolució demogràfica |            |            |            |                   |                   |                   |       |
| Any                  | Nucli urbà | Nucli urbà | Nucli urbà | Poblament dispers | Poblament dispers | Poblament dispers | Total |
| Any                  | Homes      | Dones      | Total      | Homes             | Dones             | Total             | Total |
| 2000                 | 0          | 0          | 0          | 35                | 25                | 60                | 60    |
| 2001                 | 0          | 0          | 0          | 36                | 25                | 61                | 61    |
| 2002                 | 0          | 0          | 0          | 37                | 37                | 74                | 74    |
| 2003                 | 0          | 0          | 0          | 35                | 37                | 72                | 72    |
| 2004                 | 0          | 0          | 0          | 34                | 29                | 63                | 63    |
| 2005                 | 0          | 0          | 0          | 35                | 29                | 64                | 64    |
| 2006                 | 0          | 0          | 0          | 32                | 28                | 60                | 60    |
| 2007                 | 0          | 0          | 0          | 35                | 27                | 62                | 62    |
| 2008                 | 0          | 0          | 0          | 34                | 27                | 61                | 61    |
| Font: INE            |            |            |            |                   |                   |                   |       |

## Història
La primera citació documentada cal situar-la a la segona meitat del segle ix i fa referència a la consagració de l'església parroquial duta a terme pel bisbe d'Urgell, Guisad (857-872).
A l'Acta de consagració de la catedral de la Seu d'Urgell duta a terme el 839 s'hi cita la parròquia d’illa Petra.
En un document de l'any 962 es fa referència al castell de la Pedra. La citació textual és: in pago Lordense in locum vocitatum Castro de Petra Fulgenti.
El lloc pertanyia a la batllia Sant Llorenç de Morunys la qual va formar part, successivament, de la jurisdicció del vescomtat, comtat i ducat de Cardona.
Al Diccionario de Pasqual Madoz, publicat el 1847, el lloc rep el nom de Pedra i era cap del municipi de Pedra i Coma.

## Edificis històrics
- El Castell de la Pedra.
- L'església parroquial de Sant Serni de la Pedra
- L'ermita de Sant Cristòfol de Pasqüets.
- L'ermita de Sant Lleïr de Casabella.
- L'ermita de Santa Creu de la Pedra
- L'ermita de Santa Magdalena de Tragines.
- La capella de la Mare de Déu del Roser i Sant Ramon

## Galeria de fotos

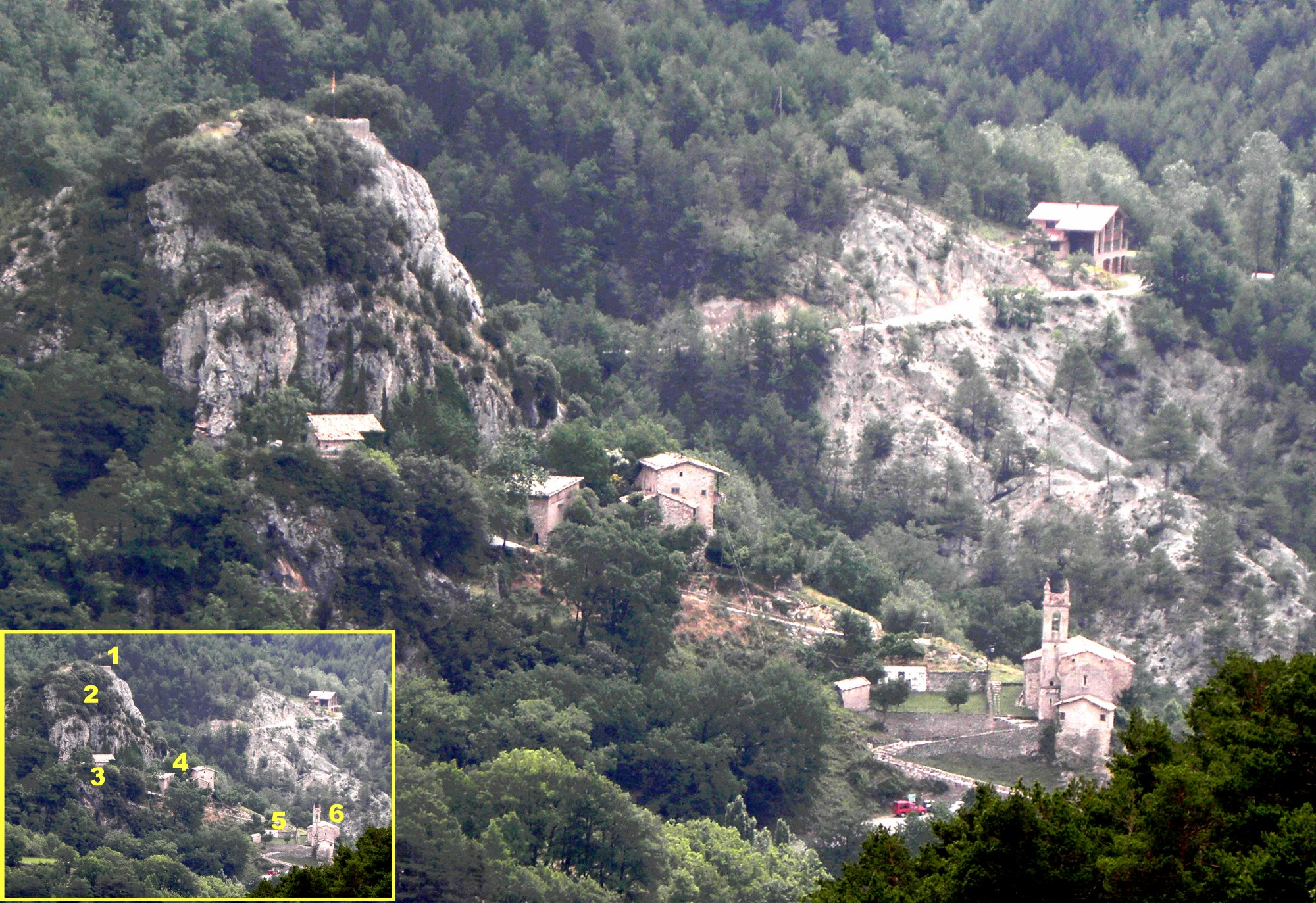
El nucli originari de la Pedra vist des del NO. (Veure llegenda)

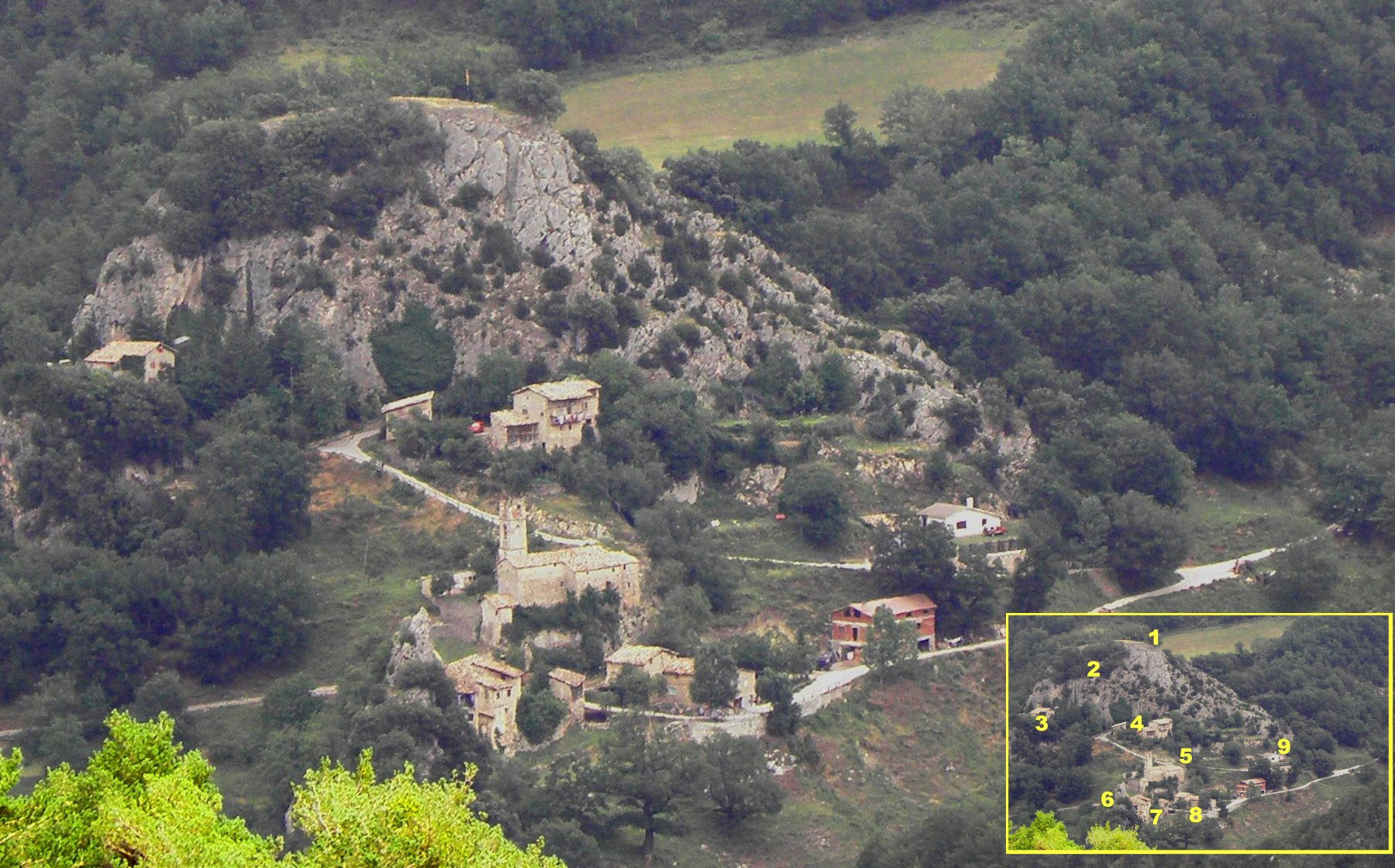
El nucli originari de la Pedra vist des del SO. (Veure llegenda)